# 5029 Ireland
För andra betydelser, se Ireland (olika betydelser).
5029 Ireland eller 1988 BL2 är en asteroid i huvudbältet som upptäcktes den 24 januari 1988 av det amerikanska astronom paret Eugene M. och Carolyn S. Shoemaker vid Palomar-observatoriet. Den är uppkallad efter det europeiska landet Irland.
Asteroiden har en diameter på ungefär 11 kilometer.